# Arizonasnårsparv
Arizonasnårsparv (Melozone aberti) är en fågel i familjen amerikanska sparvar inom ordningen tättingar.

## Utseende och läten
Arizonasnårsparven är en stor (20-23 cm) och långstjärtad amerikansk sparv med rätt enfärgat utseende. Fjäderdräkten är liksom den hos kaliforniensnårsparv brun med mörkare stjärt och rostfärgad undergump. Denna art är dock ljusare skärbrun med ljus näbb som kontrasterar starkt mot svartaktig ansikte. Sången består av en rätt vass serie toner, ett par ljusa följt av en stammande accelererande serie med mörkare: "peep peep chee-chee-chee". Även mycket ljusa och klara "seeep" och sträva "zeeeooeeet" hörs.

## Utbredning och systematik
Arizonasnårsparv delas upp i tre underarter med följande utbredning:
- Melozone aberti aberti – förekommer i öknar från södra Utah till sydvästra Nevada och sydöstra Kalifornien
- Melozone aberti dumeticola – förekommer i Coloradoöknen i nordöstra Baja California och nordvästra Mexiko (Sonora
- Melozone aberti vorhiesi – förekommer från södra Arizona (kring Tucson) till sydvästligaste New Mexico

Underarten vorhiesi inkluderas ofta i nominatformen. Genetiska studier visar att arten är systerart till kaliforniensnårsparv (M. crissalis).

### Släktestillhörighet
Arten placerades tidigare i släktet Pipilo, men DNA-studier visar att den står närmare rostnackad snårsparv (Melozone kieneri) och förs numera därför till Melozone, alternativt att dessa två (tillsammans med några andra före detta Pipilo-arter) lyfts ut till det egna släktet Kieneria.

### Familjetillhörighet
Tidigare fördes de amerikanska sparvarna till familjen fältsparvar (Emberizidae) som omfattar liknande arter i Eurasien och Afrika. Flera genetiska studier visar dock att de utgör en distinkt grupp som sannolikt står närmare skogssångare (Parulidae), trupialer (Icteridae) och flera artfattiga familjer endemiska för Karibien.

## Levnadssätt
Arizonasnårsparven hittas i täta flodnära buskage. Den ses ensam eller i par på jakt efter frön på marken i den täta vegetationen. Arten häckar mellan mars och september och lägger vanligen två kullar.

## Status och hot
Arten har ett stort utbredningsområde och en stor population, och tros öka i antal. Utifrån dessa kriterier kategoriserar internationella naturvårdsunionen IUCN arten som livskraftig (LC). Beståndet uppskattas bestå av 950 000 vuxna individer.

## Namn
Fågelns vetenskapliga artnamn hedrar James William Abert (1820-1897), generallöjtnant i US Army, ingenjör, naturforskare, upptäcktsresande och konstnär.